# Mohammed bin Salman
Mohammed bin Salman Al Saud (arapski: محمد بن سلمان آل سعود‎, romanizirano: Muḥammad bin Salmān Āl Su'ūd; Rijad, 31. kolovoza 1985.), prijestolonasljednik i premijer Saudijske Arabije. Također obnaša dužnost predsjednika Vijeća za ekonomska i razvojna pitanja i predsjednika Vijeća za politička i sigurnosna pitanja. U lipnju 2017. kralj Salman smijenio je svog nećaka Muhammada bin Nayefa s položaja prijestolonasljednika i na njegovo mjesto imenovao svog sina Mohammeda bin Salmana. U rujnu 2022. kralj Salman imenovao ga je premijerom Saudijske Arabije.
Bin Salman vlada autoritarnim režimom. U Saudijskoj Arabiji ne postoje demokratske institucije, a elementi represije su još uvijek vidljivi. Aktivisti za ljudska prava, aktivistice za ženska prava, novinari, bivši dužnosnici i disidenti sustavno su potisnuti taktikama koje uključuju mučenje, zatvaranje i ubojstva, a za bin Salman se kaže da koristi skupinu ubojica poznatih kao Odred Tigrova za izvođenje izvansudskih ubojstava. Osobno je bio povezan s ubojstvom Jamala Khashoggija, kolumnista Washington Posta koji je kritizirao saudijsku vladu, no on je zanijekao umiješanost u ubojstvo.
Bin Salman je stajao iza saudijske kampanje bombardiranja u Jemenu, koja je pogoršala tamošnju humanitarnu krizu i glad. Njegova vlada nadzirala je obračun s feministicama. Također je bio uključen u eskalaciju diplomatske krize u Kataru, pritvaranje libanonskog premijera Saada Haririja, početak diplomatske prepirke s Kanadom, uhićenje članova saudijske kraljevske obitelji u studenom 2017. i navodnu hakiranje telefona predsjednika Amazona Jeffa Bezosa.
Bin Salman je promovirao reforme u nastojanju da rebrendira imidž svog režima na međunarodnoj razini i unutar Kraljevine. To uključuje propise kojima se ograničavaju ovlasti vjerske policije, ukidanje zabrane vožnje automobila ženama u lipnju 2018. i slabljenje sustava muškog skrbništva u kolovozu 2019. Ostala kulturna događanja pod njegovom vladavinom uključuju prve saudijske javne koncerte pjevačica, prvi saudijski sportski stadion koji prima žene, povećana prisutnost žena u radnoj snazi te otvaranje zemlje za međunarodne turiste uvođenjem sustava e-viza, koji omogućuje podnošenje zahtjeva za inozemne vize i njihovo izdavanje putem interneta. Program Saudi Vision 2030 ima za cilj reformirati gospodarstvo zemlje kroz ulaganja u nenaftne sektore, uključujući tehnologiju i turizam.

## Vanjske poveznice
|  | Zajednički poslužitelj ima još gradiva o temi Mohammed bin Salman |